# Pustulatirus
Pustulatirus là một chi ốc biển, là động vật thân mềm chân bụng sống ở biển trong họ Fasciolariidae.

## Các loài
Các loài trong chi Pustulatirus gồm có:
- Pustulatirus annulatus (Röding, 1798)
- Pustulatirus attenuatus (Reeve, 1847)
- Pustulatirus eppi (Melvill, 1891)
- Pustulatirus hemphilli (Hertlein & Strong, 1951)
- Pustulatirus mediamericanus (Hertlein & Strong, 1951)
- Pustulatirus praestantior (Melvill, 1892)
- Pustulatirus sanguineus (Wood, 1828)
- Pustulatirus virginensis (Abbott, 1958)[2]